# لين تشانغ
لين تشانغ (بالإنجليزية: Lynn Chang) هو عازف كمان أمريكي، ولد في 1953.

## وصلات خارجية
- لين تشانغ على موقع ميوزك برينز (الإنجليزية)
- لين تشانغ على موقع ديسكوغز (الإنجليزية)